# C11H21NO4
化学式C11H21NO4（摩尔质量：231.29 g/mol）可以指：
- 谷氨酸二异丙酯，CAS号：25975-47-7
- 谷氨酸二丙酯，PubChem CID：13773540

|  | 这个同类索引页列出了具有相同分子式的化学物（即同分異構體）条目。 除非您是有意链接至本页，否则应将相应条目的内部链接指向正确的条目。 |